# Port Island (ö i Hongkong)
Port Island (kinesiska: 赤洲) är en ö i Hongkong (Kina). Den ligger i den nordöstra delen av Hongkong. Arean är 0,49 kvadratkilometer.
Terrängen på Port Island är lite kuperad. Öns högsta punkt är 103 meter över havet. Den sträcker sig 1,0 kilometer i nord-sydlig riktning, och 1,0 kilometer i öst-västlig riktning.